# سیارک ۸۰۸۷
سیارک ۸۰۸۷ (به انگلیسی: 8087 Kazutaka، نامگذاری:1989WA2) هشت هزار و هشتاد و هفتمین سیارک کشف شده‌است که در ۲۹ نوامبر ۱۹۸۹ کشف شد.
قدر مطلق سیارک برابر ۱۲٫۴۰ است.